# Norbert A’Campo
Norbert A’Campo (* 27. April 1941) ist ein Mathematiker, der sich mit Singularitätentheorie  beschäftigt.

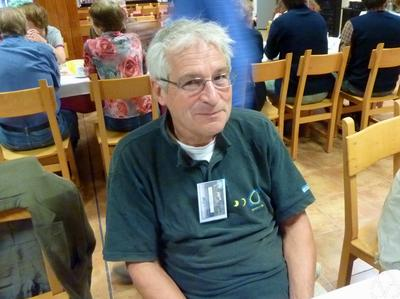
Norbert A’Campo

A’Campo wurde 1972 an der Universität Paris-Süd in Orsay bei Harold William Rosenberg promoviert (Feuilletages de variétés et monodromie de singularités). Er ist emeritierter Professor an der Universität Basel.
A’Campo befasst sich vor allem mit Geometrie und Topologie von Singularitäten mit Verbindungen zum Beispiel zur Knotentheorie. 2003 entwickelte er eine neue strenge Definition reeller Zahlen als Äquivalenzklassen von  Fast-Homomorphismen ganzer Zahlen, angeregt durch Arbeiten von Henri Poincaré über Homöomorphismen des Einheitskreises.
1988/89 war er Präsident der Schweizerischen Mathematischen Gesellschaft. 1974 war er Gastredner auf dem Internationalen Mathematikerkongress in Vancouver (Monodromiegruppe isolierter Singularitäten ebener Kurven). Er ist Fellow der American Mathematical Society.